# Акаев, Лом-Али Алиевич
Лом-Али́ Али́евич Ака́ев (род. 23 ноября 1990) — российский борец греко-римского стиля, призёр чемпионатов России, призёр Кубка Европейских наций, мастер спорта России. По национальности чеченец. Живёт в Красноярске. Тренировался под руководством Михаила Гамзина и Аслаудина Абаева. Выступал в супертяжёлой весовой категории (до 120-130 кг).

## Спортивные результаты
- Открытый Кубок Бразилии 2013 — ;
- Кубок европейских наций 2013 — ;
- Чемпионат России по греко-римской борьбе 2013 — ;
- Гран-при Ивана Поддубного 2014 — 5;
- Чемпионат России по греко-римской борьбе 2017 — ;
- Абсолютный чемпионат России по борьбе 2017 — ;
- Чемпионат России по греко-римской борьбе 2018 — ;
- Чемпионат России по греко-римской борьбе 2023 — ;